# سوناطراک

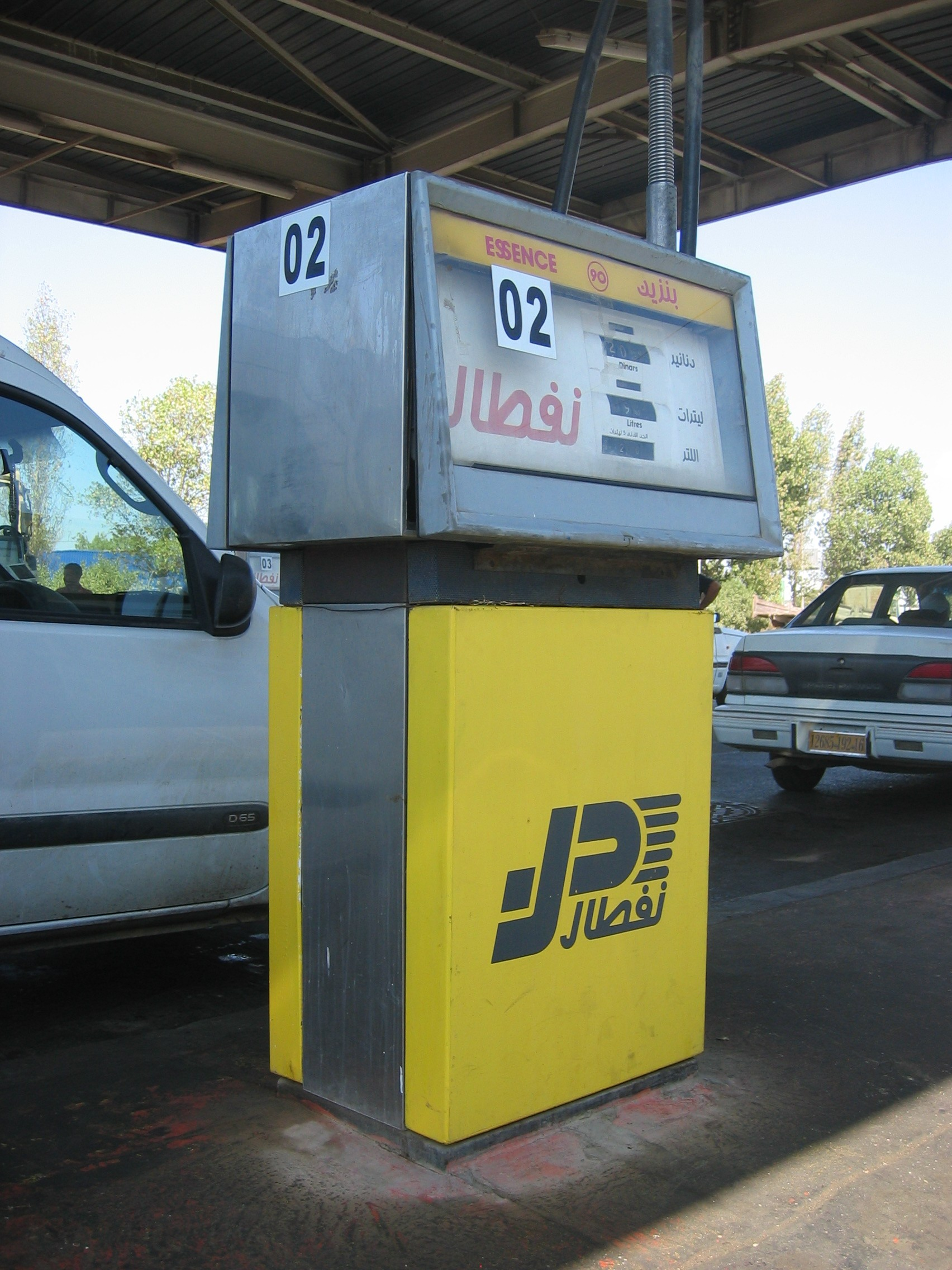
جایگاه پمپ بنزین نفتال، متعلق به شرکت سوناطراک

سوناطراک (به انگلیسی: Sonatrach) شرکت نفت و گاز الجزایری است، که در سال ۱۹۶۳ به‌منظور بهره‌برداری از منابع هیدروکربنی این کشور، توسط دولت الجزایر تأسیس شد.
این شرکت دارای شعبه‌هایی در کشورهای لیبی، موریتانی، پرو، یمن و ونزوئلا است. شرکت سوناطراک فعالیت‌های متنوعی در صنایع نفت و گاز دارد و توانایی اجرای تمامی مراحل اکتشاف و تولید، انتقال و پالایش را دارا می‌باشد.

## تاریخچه
شرکت سوناطراک در تاریخ ۳۱ دسامبر سال ۱۹۶۳ توسط دولت الجزایر تأسیس شد. در اولین قراردادی که دولت الجزایر به‌منظور اکتشاف نفت امضا نمود، تنها ۴٫۵٪ به شرکت سوناطراک تعلق می‌گرفت و درصد بیشتری از سود، یعنی ۶۷٫۵٪ به شرکت فرانسوی توتال واگذار شده بود. سوناطراک توسعهٔ بزرگ‌ترین میدان نفتی الجزایر را به‌عهده داشت، که در سال ۲۰۰۶ در حدود ۴۴۰ هزار بشکه در روز نفت خام از میدان نفتی هسی مسعود در این کشور تولید گردید.
سوناطراک همچنین توسعهٔ میدان نفتی هسی آر-مل را نیز برعهده داشت، این میدان در شمال میدان هسی مسعود و جنوب شهر الجزیره قرار دارد، که هم‌اکنون تولید نفت خام آن، معادل ۱۸۰ هزار بشکه در روز می‌باشد. سایر میدان‌های نفتی مهم که تحت مدیریت این شرکت می‌باشند، عبارتند از: میدان‌های نفتی تین فویا، تابانکورد اردو، زرزایتین، هود برکاویی/بن کحلا و آیت خیر. سوناطراک بیش از ۲٬۴۰۰ مایل (۳٬۹۰۰ کیلومتر) خط لولهٔ نفت خام در این کشور ساخته‌است. مهم‌ترین خط لولهٔ الجزایر مربوط به خط لوله انتقال نفت خام از میدان هسی مسعود، به پایانه‌های صادرات این کشور می‌باشد.

## ذخایر
هیدروکربن‌ها، نقش حیاتی در اقتصاد الجزایر بازی می‌کنند. حدود ۶۰٪ از بودجه این کشور و بیش از ۹۵٪ از درآمد حاصل از صادرات الجزایر، از فروش هیدروکربن حاصل می‌شود. این کشور با ذخایر اثبات شده‌ای معادل ۱۱٫۸ میلیارد بشکه نفت، از لحاظ میزان در اختیار داشتن ذخایر نفتی، در رتبهٔ چهاردهم جهان قرار دارد. اداره اطلاعات انرژی آمریکا گزارش داد که در سال ۲۰۰۵، الجزایر دارای ۱۶۰ تریلیون فوت مکعب گاز طبیعی بوده، که رتبهٔ هشتم را از نظر میزان ذخایر اثبات شدهٔ گاز، در جهان دارا می‌باشد. کلیهٔ ذخایر نفت و گاز کشور الجزایر، به شرکت سوناطراک واگذار شده‌است.

## پروژه‌ها
شرکت سوناطراک هم‌اکنون دارای پروژه‌های مختلف نفتی در ۳ قاره آمریکا، آفریقا و اروپا می‌باشد. این شرکت در حوزه‌های اکتشاف نفت و گاز، استخراج نفت و گاز، احداث خط لوله انتقال نفت و گاز در کشورهای مختلف دنیا حضور دارد، عمده فعالیت‌های خارج از الجزایر این کمپانی، عبارتست از:
- آفریقا:
- مالی
- تونس
- نیجر
- لیبی
- مصر
- قاره آمریکا:
- پرو
- ایالات متحده آمریکا
- اروپا:
- اسپانیا
- ایتالیا
- پرتغال
- بریتانیا
- فرانسه

پروژه‌های سرمایه‌گذاری در خارج از کشور سوناطراک با پروژه پرو فلوس آغاز گردید. سپس موفق به کسب مجوز برای بهره‌برداری از میدان نفتی گادامس، در لیبی شد. این شروع کار شرکت سوناطراک، برای تبدیل شدن به یک شرکت بین‌المللی نفتی بود.

## آمار و ارقام
سوناطراک، بزرگترین شرکت الجزایری و همچنین بزرگترین کمپانی آفریقا می‌باشد. این شرکت یازدهمین کمپانی بزرگ نفتی در دنیاست. سود ناخالص سوناطراک، در سال ۲۰۰۲ معادل ۱٫۵۳۰ میلیارد دینار الجزایر بوده؛ که درآمد خالص آن، در حدود ۱۷۵ میلیارد دینار بود. پیشرفت شرکت سوناطراک بشکلی بود که در سال ۲۰۱۰ درآمد این شرکت به ۵۶٫۱ میلیارد دلار افزایش پیدا کرد. این شرکت در سال مالی ۲۰۱۳ درآمدی معادل ۷۶٫۱ میلیارد دلار را رقم زده‌است. این شرکت، در حال حاضر بیش از ۱۲۰٫۰۰۰ نفر پرسنل در الجزایر دارد، که تقریبأ ۳۰٪ از تولید ناخالص ملی الجزایر را تأمین می‌کنند.

## مدیران ارشد
در فهرست زیر نام کلیه مدیر عامل‌های اجرایی شرکت نفتی سوناطراک از زمان تأسیس آن در سال ۱۹۶۶ تا حال حاضر قید شده‌است.
- سید احمد غزالی (۱۹۶۶ تا ۱۹۷۷)
- یوسف یوسفی (۱۹۸۵ تا ۱۹۸۸)
- سادک بوسنا (۱۹۸۸ تا ۱۹۹۰)
- عبدالحاک بوحفص (۱۹۹۰ تا ۱۹۹۵)
- ناظم زویوئچه (۱۹۹۵ تا ۲۰۰۰)
- خلیل شکیب (۲۰۰۱ تا ۲۰۰۳)
- محمد مزیانه (۲۰۰۳ تا ۲۰۱۰)
- نورداین چرواتی (۲۰۱۰ تا ۲۰۱۱)
- عبدالحمید زرگوئین (۲۰۱۱ تا حال حاضر)